# Вишнёвское
Вишнёвское (фин. Yskjärvi) — озеро на Карельском перешейке в Выборгском районе Ленинградской области.
Из озера вытекает речка Искрица, связывающая его с Большым Раковым озером и всей системой реки Вуокса.
Озеро Вишневское образовалось в ложбине, по которой в прошлом стекали талые ледниковые воды. Длина его — 6,5 км, ширина — 3,1 км, площадь — 10,5 км². На озере имеется два острова. Очертания береговой линии простые, а сами берега невысокие и пологие. Почти на всем протяжении они распаханы. Только с севера близко к озеру подходит гряда, образующая небольшой мыс с обрывистыми берегами, поросшими лесом; на юго-западе небольшой участок побережья представляет собой затопленную низину. Котловина озера имеет блюдцеобразную форму, несколько вытянутую к северо-западу и юго-востоку. Наибольшая глубина — 3 метра. Подводный склон от уреза воды полого спускается к центру. Вблизи берегов он сложен песком, глиной, местами галькой, а на глубине покрыт 3-4-метровым слоем коричневого ила. Летом вода равномерно теплая от поверхности до дна. Вода — желто-зеленого цвета, малопрозрачная. Водоём сильно зарастает. Вдоль берегов тянутся широкой лентой тростник, камыш и рогоз, которых временами сменяет кубышка и рдест. Особенно густые заросли — вблизи истока реки Искрицы, берущей начало недалеко от села Красносельское. Ещё в 1920-х годах ширина зелёной полосы, окаймляющей озеро, не превышала 30-50 метров, а в настоящее время в некоторых местах она доходит до 200—300 метров.
Большие изменения с тех пор произошли и среди обитателей озера. Прежде рыбное население не отличалось большим разнообразием видов, но было многочисленным и достигало хорошего веса. Попадались двухкилограммовые лещи, крупная плотва, ловились изредка и щуки весом до 9 килограммов.
После того как спустили часть воды из озера, чтобы использовать обнажившееся побережье под сельскохозяйственные угодья, уровень его упал ещё на 1 метр. В связи с этим участились заморы, приведшие к гибели многих видов рыб. Исчезли налимы, не доживают до больших размеров плотва, окунь, щука. Сохранились наиболее приспособленные к новым условиям ерши, плотва, мелкий окунь. Промысловой ценности они не представляют, но в течение многих лет рыба отправляется отсюда на фермы Рощинского зверосовхоза для откорма пушных зверей.
Летом 1963 года озеро Вишневское стало объектом исследований, проведенных группой сотрудников Научно-исследовательского географического института ЛГУ. Им предстояло решить вопрос о составе илов на дне озера и возможности использования их в качестве удобрения. Результаты оказались самыми обнадеживающими. В илах было обнаружено много органического вещества, фосфора, калия и различных микроэлементов, стимулирующих рост растений. Добыча ила со дна озера не представляет трудностей, поскольку он залегает на глубине 1 — 2 метра и может быть извлечен на дневную поверхность с помощью насосной установки. Внесение ила на поля, раскинувшиеся по берегам озера, повысило бы их плодородие.